# Patrick Bantamoi
Patrick Bantamoi (Koidu, 24 de maio de 1986) é um ex-futebolista serra-leonês que atuava como goleiro.

## Carreira
Bantamoi nasceu e cresceu em Koidu, cidade localizada na região leste de Serra Leoa. Ele foi descoberto pelo Diamond Stars quando jogava futebol de rua em um local da sua cidade. Ele era o goleiro titular de Serra Leoa em Campeonato Mundial de Futebol Sub-17 de 2003, disputada na Finlândia. Depois do torneio, procurou asilo político no país escandinavo. 
Pelo KuPS, ganhou a Copa da Liga Finlandesa de 2006 e se consolidou como um dos melhores goleiros da Veikkausliiga durante a temporada, apesar do rebaixamento dos aurinegros. Bantamoi não seguiu no time para a disputa da Ykkönen (segunda divisão) e aceitou sua transferência para o Inter Turku em dezembro de 2006, com um contrato de 2 anos, incluindo uma renovação por mais uma temporada. Tendo se adaptado muito bem ao futebol finlandês e fluente em finlandês, Bantamoi, que chegou a ser considerado um dos melhores goleiros jovens da África, venceu a Veikkausliiga e a Copa da Liga em 2008. 
Em 2011, deixou o Inter Turku após 75 jogos pela primeira divisão finlandesa e assinou com o Telstar (Países Baixos), porém o goleiro não atuou e ficou 3 anos desempregado. Em 2014 foi para o FC Espoo e também não entrou em campo, só voltando a disputar uma partida oficial com a camisa do Viikingit, contra o JJK Jyväskylä, em junho do mesmo ano. Em setembro assinou com o RoPS e disputou 3 partidas, ficando novamente livre no mercado de transferências.
Bantamoi regressou ao Viikingit em agosto de 2015, atuando em 2 jogos pela Kakkonen (terceira divisão), que também foram os últimos de sua carreira, encerrada com apenas 29 anos.

## Carreira internacional
Elegível para defender Serra Leoa ou da Finlândia (também possui cidadania do país), Bantamoi não disputou nenhuma partida oficial por seleções, embora tivesse sido convocado para os jogos contra Camarões, válidos pelas eliminatórias da Copa das Nações Africanas de 2015, mas não saiu do banco.

## Títulos
RoPS
- Copa da Liga Finlandesa: 2006

Inter Turku
- Veikkausliiga: 2008
- Copa da Liga Finlandesa: 2008